# Südamerikaspiele 1994/Teilnehmer (Uruguay)
| Gelbes Symbol für Goldmedaillen mit stilisierten Olympischen Ringen | Graues Symbol für Silbermedaillen mit stilisierten Olympischen Ringen | Braundes Symbol für Bronzemedaillen mit stilisierten Olympischen Ringen |
| ------------------------------------------------------------------- | --------------------------------------------------------------------- | ----------------------------------------------------------------------- |
| 4                                                                   | 8                                                                     | 12                                                                      |

Uruguay nahm an den V. Südamerikaspielen 1994 in Valencia mit einer Delegation von 44 Sportlern teil.
Die uruguayischen Sportler gewannen im Verlauf der Spiele insgesamt 24 Medaillen, davon 4 Goldene, 8 Silberne sowie 12 Bronzene.

## Teilnehmer nach Sportarten

### Bowling
- Luis Benasús
- Héctor Lema
- Roberto Barañano
- Juan A. Dellepiane

### Fechten
- Victoria Díaz
- Eleonora Navatta

### Gewichtheben
- Germán Tozdjián
- Sergio Lafuente
- Alejandro Valentín
- Edward Silva

### Judo
- William Bouza
- Johanna Lagarreta
- Fátima Núñez

### Kanu
- José Luis Umpiérrez
- Claudia Pimienta
- Edmundo Conde
- María Eugenia González
- Wilser Araújo

### Karate
- Allen Beluchi
- Daniela Villamil
- Alejandro Blengio
- María Laura Silvera

### Leichtathletik
- Marcela Tiscornia
- Claudia Acerenza

### Radsport
- Sergio Tesitore
- Milton Castrillón
- Milton Wynants
- Carlos Villanueva
- José Maneiro
- Walter Silva

### Ringen
- Gonzalo Pereyra
- William Fernández

### Schießen
- Luis Méndez
- Fernando Richieri
- Aldo Golin
- César Fernández

### Schwimmen
- Javier Golovchenko
- Erika Graf

### Taekwondo
- Rodolfo Luscher
- Álvaro Vicente
- Gerardo Vicente

### Tennis
- Claudia Brause

### Tischtennis
- Federico Rodríguez
- Fernando Bentancurt